# Елберт (округ, Джорджія)
34°07′ пн. ш. 82°50′ зх. д. / 34.11° пн. ш. 82.84° зх. д.
Округ Елберт (англ. Elbert County) — округ (графство) у штаті Джорджія, США. Ідентифікатор округу 13105.

## Історія
Округ утворений 1790 року.

## Демографія
За даними перепису
2000 року
загальне населення округу становило 20511 осіб, зокрема міського населення було 6313, а сільського — 14198.
Серед мешканців округу чоловіків було 9839, а жінок — 10672. В окрузі було 8004 домогосподарства, 5768 родин, які мешкали в 9136 будинках.
Середній розмір родини становив 3,01.
Віковий розподіл населення поданий у таблиці:
| Стать    | До 15 років | 15-21 | 22-29 | 30-39 | 40-49 | 50-65 | 65-85 | Понад 85 |
| -------- | ----------- | ----- | ----- | ----- | ----- | ----- | ----- | -------- |
| Чоловіки | 2190        | 1056  | 962   | 1332  | 1485  | 1631  | 1080  | 103      |
| Жінки    | 2118        | 977   | 997   | 1434  | 1491  | 1778  | 1604  | 273      |

## Суміжні округи
- Гарт — північ
- Андерсон, Південна Кароліна — північний схід
- Аббвілл, Південна Кароліна — схід
- Маккормік, Південна Кароліна — південний схід
- Лінкольн — південний схід
- Вілкс — південь
- Оглторп — південний захід
- Медісон — захід
- Франклін — північний захід

## Виноски
1. ↑  U.S. Decennial Census. United States Census Bureau. Архів оригіналу за 26 квітня 2015. Процитовано 22 червня 2014.
2. ↑  Historical Census Browser. University of Virginia Library. Архів оригіналу за 11 серпня 2012. Процитовано 22 червня 2014.
3. ↑  Population of Counties by Decennial Census: 1900 to 1990. United States Census Bureau. Архів оригіналу за 2 лютого 2019. Процитовано 22 червня 2014.
4. ↑  Census 2000 PHC-T-4. Ranking Tables for Counties: 1990 and 2000 (PDF). United States Census Bureau. Архів оригіналу (PDF) за 18 грудня 2014. Процитовано 22 червня 2014.
5. ↑  State & County QuickFacts. United States Census Bureau. Архів оригіналу за 7 червня 2011. Процитовано 22 червня 2014.(англ.) Наведено за англійською вікіпедією.
6. ↑  American FactFinder. Бюро перепису населення США. Архів оригіналу за 21 травня 2008. Процитовано 31 січня 2008.

| США | Це незавершена стаття з географії США. Ви можете допомогти проєкту, виправивши або дописавши її. |